# Pilar Nores
María del Pilar Nores Bodereau (Córdoba, 11 de marzo de 1949) es una economista argentina nacionalizada peruana. Fue primera dama del Perú desde 1985 hasta 1990 y desde 2006 hasta 2011, en los dos gobiernos de su esposo, el líder aprista Alan García.

## Biografía
Hija de Rogelio Nores Martínez, quien fue gobernador federal de la provincia de Córdoba y rector de la Universidad de Córdoba en Argentina, y de Elena Bodereau. 
Realizó sus estudios escolares en el Colegio Alejandro Carbó y en el Colegio Manuel Belgrano. Ingresó a la Universidad de Córdoba, en donde estudió Economía.
Se casó con Alan García, al que había conocido en un seminario en Madrid en 1976, mientras ella estudiaba una maestría en la London School of Economics en Reino Unido. 
Estudió una maestría en Desarrollo Económico en la Universidad de San Martín de Porres.
Con Alan García tuvo cuatro hijos: Josefina García Nores, Gabriela García Nores, Luciana Victoria García Nores y Alan Raúl Simón García Nores. En 2008, se separó del entonces presidente, García.

## Primera dama

### Primer gobierno de Alan García
Durante el periodo 1985-1990, fue primera dama del Perú y se dedicó a trabajar por los niños, muchos de ellos en abandono total, a través de la Fundación por los Niños del Perú, ONG que fundó y presidió durante 5 años y que continúa operativa. También trabajó con las madres en los comedores populares y clubes de madres. Durante su administración creó el PAD (Programa de Asistencia Directa) con cerca de diez mil clubes de madres en los cuales se ayudaba con la alimentación diaria de miles de peruanos y a través de los cuales se hicieron campañas de vacunación, lactancia y educación.

### Segundo gobierno de Alan García
Primera dama de la nación desde el 2006, sin embargo, el Gobierno de su consorte, decide ese mismo año disolver el despacho de la primera dama de la Casa de Pizarro. Es presidenta de la ONG Instituto, Trabajo y Familia que ejecuta desde el año 2006 el Programa Sembrando, cuyo primer evento se realizó en televisión.
A finales del 2006, acompañó al presidente a una conferencia de prensa en Palacio de Gobierno en la que reconocía haber tenido un hijo extramatrimonial con Roxanne Cheesman Rajkovic durante el período en que la pareja estuvo separada. El niño, Federico Danton García Cheesman, había nacido un año antes, en el 2005, en Estados Unidos.
Siguió ejerciendo el cargo de primera dama hasta el final del gobierno del presidente García a pesar de su separación. A finales del mandato de García, declaró que no volvería a acompañarlo si es que él logrará ganar las elecciones del 2016.
En el 2011, fue nombrada representante del Perú ante el Comité de los Derechos del Niño por la Oficina del Alto Comisionado de las Naciones Unidas, cargo que ocupó hasta 2013.
| Predecesor: Violeta Correa | Primera dama del Perú 28 de julio de 1985 - 27 de julio de 1990 | Sucesor: Susana Higuchi |

| Predecesor: Eliane Karp | Primera dama del Perú 28 de julio de 2006 - 28 de julio de 2011 | Sucesor: Nadine Heredia |

## Condecoraciones
- 2008, Dama gran cruz de la Orden de Isabel la Católica, España.
- 2008, Orden al Mérito de la Mujer.